# Карпазио
Карпа̀зио (на италиански: Carpasio; на лигурски: Carpaxe, Карпаже) е село в Северна Италия, община Монталто Карпазио, провинция Империя, регион Лигурия. Разположено е на 720 m надморска височина.